# Панов, Александр Андреевич
Александр Андреевич Панов (18 августа 1914, Филиппово, Нерехтский уезд, Костромская губерния, Российская империя — 23 октября 2002, Рига) — мастер Рижского завода «Коммутатор» Министерства промышленности средств связи СССР, Герой Социалистического Труда (08.09.1975).

## Биография
Родился 18.08.1914 в д. Филиппово (в советское время — Блазновский сельсовет Нерехтского района Ярославской области).
Член КПСС с 1944 года.
Окончил Костромской текстильный институт. Работал на одном из предприятий Костромы.
Призван в армию 11 февраля 1940 года. Участник Великой Отечественной войны, старший лейтенант, оперативный работник, затем начальник штаба 8 отдельного батальона ВНОС (воздушного наблюдения, оповещения и связи) 5 корпуса ПВО.
После окончания войны продолжил службу в армии в своём корпусе. Уволен в запас в звании подполковника 02.11.1963.
Выбрал местом жительства город Ригу, где получил квартиру как военный пенсионер.
В 1964—1979 мастер сборочного цеха, затем мастер производственного обучения Рижского завода «Коммутатор». Внёс существенный вклад в развитие промышленного производства и воспитание молодых рабочих.

## Награды и звания
Указом Президиума Верховного Совета СССР от 08.09.1975 присвоено звание Героя Социалистического Труда с вручением ордена Ленина и золотой медали «Серп и Молот».
Награждён двумя орденами Красной Звезды (02.11.1944, 30.12.1956), орденом Отечественной войны II степени (06.04.1985), медалями «За боевые заслуги» (15.11.1950), «За освобождение Варшавы», «За победу над Германией в Великой Отечественной войне 1941—1945 гг.», «За оборону Москвы».